# Raymond Firth

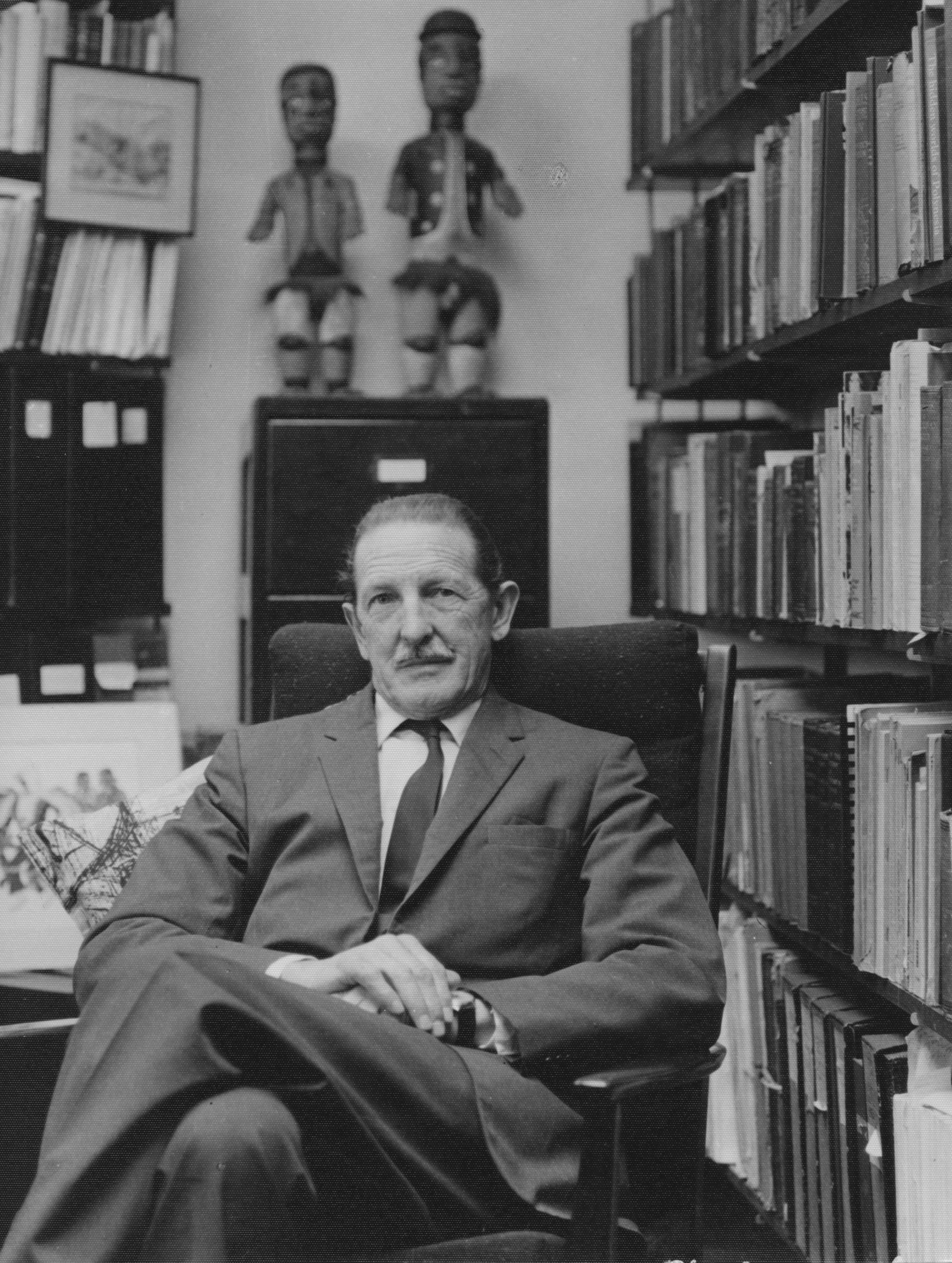
Raymond Firth, um 1965

Sir Raymond William Firth, CNZM (* 25. März 1901 in Auckland; † 22. Februar 2002 in London) war ein neuseeländischer Ethnologe und Anthropologe.

## Leben
Raymond William Firth wurde am 25. März 1901 in Auckland, Neuseeland geboren, wuchs dort auf und studierte Ökonomie an dem Auckland University College, aus dem später die University of Auckland entstand. Dort schloss er seinen Master of Arts im Jahr 1924 mit der Thesis zur Kauri-Harz-Industrie ab. Mitte der 1920er Jahre ging er nach London, um dort mit dem Doktor in Ökonomie an der London School of Economics abzuschließen. Doch schon während seiner Schulzeit interessierte sich Firth für die Anthropologie und fand in London einen erneuten Zugang dazu, als er den polnischen Sozialanthropologen Bronisław Malinowski traf, der ihn inspirierte. 1927 erfolgte mit „Maori Hill-Forts“ seine erste Arbeit und nach seinem einjährigen Aufenthalt auf der kleinen Insel Tikopia im Pazifischen Ozean, brachte er 1929 mit dem Werk „Primitive Economics of the New Zealand Maori“ sein erstes Buch heraus und widmete sich 1936 zusammen mit Bronisław Malinowski in dem Werk „We, the Tikopia : A Sociological Study of Kinship in Primitive Polynesia“ seinen Forschungsergebnisse von Tikopia.
Von 1930 bis 1932 lehrte Firth für zwei Jahre an der University of Sydney, ging 1933 wieder zurück an die London School of Economics nach London und lebte für ein Forschungsvorhaben von 1939 bis 1940 zusammen mit seiner Frau in einem Fischerdorf in Malaysia. Während des Zweiten Weltkriegs verfasste er Handbücher über die Pazifischen Inseln für die Britische Admiralität und als 1944 Bronisław Malinowski verstarb, wurde ihm die Professur und die Leitung des Anthropology Department an der London School of Economics übertragen. Er blieb an dieser renommierten akademischen Bildungseinrichtung bis zu seinem Ruhestand im Jahr 1968. Anschließend übernahm Firth Lehraufträge an unterschiedlichen Universitäten in der Welt, wie an der Stanford University in Kalifornien, an der Cornell University im Bundesstaat New York, an Universitäten in British Columbia, auf Hawaii und Neuseeland und übernahm u. a. eine Gastprofessur an der University of Chicago in den Jahren von 1971 bis 1972.
Während seiner Schaffenszeit verfasste Firth über zwanzig Werke und war an zahlreichen Veröffentlichungen beteiligt.
Raymond William Firth verstarb 100-jährig am 22. Februar 2002 in London. Der Guardian bezeichnete ihn in einem Nachruf als der

“Founding father of British anthropology whose perspective was shaped by his experience of New Zealand's expropriated Maoris”

„Gründervater der britischen Anthropologie, dessen Perspektive durch seine Erfahrung mit den enteigneten neuseeländischen Maoris geprägt war.“

## Familie
Firth hatte mit seiner Frau Rosemary Firth, die ebenfalls Sozialanthropologin war und die er als Rosemary Upcott im Jahr 1936 geheiratet hatte, einen Sohn. Seine Frau verstarb ein Jahr vor ihm im Alter von 89 Jahren.

## Werke
- 1927 – Maori Hill-Forts. In: Antiquity. 1927 (englisch).
- 1929 – Primitive Economics of the New Zealand Maori. Routledge, London 1929 (englisch).
- 1936 – We, the Tikopia : A Sociological Study of Kinship in Primitive Polynesia. George Allen & Unwin, London 1936 (englisch).
- 1938 – Human Types: An Introduction to Social Anthropology. T. Nelson and Sons, London, New York 1938 (englisch).
- 1939 – Primitive Polynesian Economy. Routledge & Sons, London 1939 (englisch).
- 1946 – Malay Fishermen Their Peasant Economy. K. Paul, Trench, Trubner & Co., London 1946 (englisch).
- 1947 – Human types. Nelson, London 1947 (englisch).
- 1951 – Elements of Social Organization. Josiah Mason lectures delivered at the University of Birmingham. Watts, London 1951 (englisch).
- 1956 – Two studies of kinship in London. Athlone Press, University of London, London 1956 (englisch).
- 1959 – Economics of the New Zealand Maori. R. E. Owen, Government Printer, Wellington 1959 (englisch).
- 1959 – Social Change in Tikopia. Re-study of a Polynesian Community after a Generation. George Allen & Unwin, London 1959 (englisch).
- 1961 – History and Traditions of Tikopia. Polynesian Society, Wellington 1961 (englisch).
- 1961 – Elements of Social Organization. Beacon Press, Boston 1961 (englisch).
- 1962 – Tipos humanos. una introducción a la antropología social. Editorial Universitaria de Buenos Aires, Buenos Aires 1962 (spanisch).
- 1963 – A study in Ritual Modification. The Work of the Gods in Tikopia in 1929 and 1952. Royal Anthropological Institute of Great Britain & Ireland, London 1963 (englisch).
- 1964 – Man and Culture: An Evaluation of the Works of Bronislaw Malinowski. Harper and Row, New York 1964 (englisch).
- 1964 – Essays on social organization and values. University of London, London 1964 (englisch).
- 1967 – Tikopia Ritual and Belief. Allen & Unwin, London 1967 (englisch).
- 1970 – Rank and Religion in Tikopia. A Study in Polynesian Paganism and Conversion to Christianity. Allen & Unwin, London 1970 (englisch).
- 1973 – Symbols: Public and Private. Allen & Unwin, London 1973 (englisch).
- 1979 – Art and life in New Guinea. AMS Press, 1979 (englisch).
- 1981 – Essays on Social Organization and Values. Athlone Press, London 1981 (englisch).
- 1984 – Ethnographic research. A Guide to General Conduct. Academic Press, London 1984 (englisch).
- 1990 – Tikopia Songs. Poetic and Musical Art of a Polynesian People of the Solomon Islands. Cambridge University Press, Cambridge 1990 (englisch).
- 1996 – Religion. A Humanist Interpretation. Routledge, London, New York 1996 (englisch).

Quelle: WorldCat

Anmerkung: Die Liste erhebt keinen Anspruch auf Vollständigkeit

## Auszeichnungen
- 1940 – Fellow der British Academy („FBA“)
- 1963 – Mitglied der American Academy of Arts and Sciences
- 1965 – Mitglied der American Philosophical Society[7]
- 1973 – Geadelt als Knight Bachelor („Sir“)
- 2001 – Companion des New Zealand Order of Merit („CNZM“)
- 2002 – Leverhulme-Medaille (British Academy)[3]